# Ravenna Football Club 1913
El Ravenna Football Club 1913 es un club de fútbol de Italia, con sede en Ravena, en la región de Emilia-Romaña. Fue fundado en 1913 y refundado en varias oportunidades. Compite en la Serie D, cuarta categoría del fútbol italiano.

## Palmarés

### Torneos nacionales
- Copa Italia Serie D (1): 2024-25

### Torneos interregionales
- Serie C1 (3): 1992-93 (Grupo A), 1995-96 (Grupo A), 2006-07 (Grupo B)
- Serie C2 (1): 1991-92 (Grupo A)
- Serie D (3): 1971-72 (Grupo D), 2002-03 (Grupo D), 2016-17 (Grupo D)
- Campionato Interregionale (2): 1981-82 (Grupo D), 1984-85 (Grupo F)
- IV Serie (1): 1956-57 (Grupo C)
- Seconda Divisione (1): 1929-30 (Grupo E)

### Torneos regionales
- Eccellenza Emilia-Romagna (1): 2001-02 (Grupo B)
- Promozione Emilia-Romagna (4): 1950-51 (Grupo G), 1954-55 (Grupo A), 1980-81 (Grupo A), 2012-13 (Grupo D)
- Terza Divisione Emilia (1): 1927-28 (Grupo B)